# Ringrose Peak
Ringrose Peak är en bergstopp i Kanada.   Den ligger på gränsen mellan British Columbia och Alberta, i den västra delen av landet, 3 000 km väster om huvudstaden Ottawa. Toppen på Ringrose Peak är 3 292 meter över havet, eller 140 meter över den omgivande terrängen. Bredden vid basen är 0,28 km. Ringrose Peak ingår i Bow Range.
Terrängen runt Ringrose Peak är huvudsakligen lite bergig.Trakten runt Ringrose Peak är nära nog obefolkad, med mindre än två invånare per kvadratkilometer.. Närmaste större samhälle är Lake Louise, 12,0 km nordost om Ringrose Peak. 
Trakten runt Ringrose Peak består i huvudsak av gräsmarker.